# Fiodor Wojejkow
Fiodor Matwiejewicz Wojejkow (ros. Федор Матвеевич Воейков) (ur. 1703, zm. 1778) – rosyjski dyplomata, rosyjski poseł nadzwyczajny i minister pełnomocny w Rzeczypospolitej od 1758 do 1762 roku.

## Życiorys
Mianowany gubernatorem Rygi. W czasie wojny siedmioletniej był od 1762 generałem-gubernatorem okupowanych przez wojska rosyjskie Prus Książęcych, gdzie rezydował w Królewcu. W 1766 mianowany generał-gubernatorem kijowskim i noworosyjskim.
W 1759 odznaczony Orderem Orła Białego.